# Oueilloux

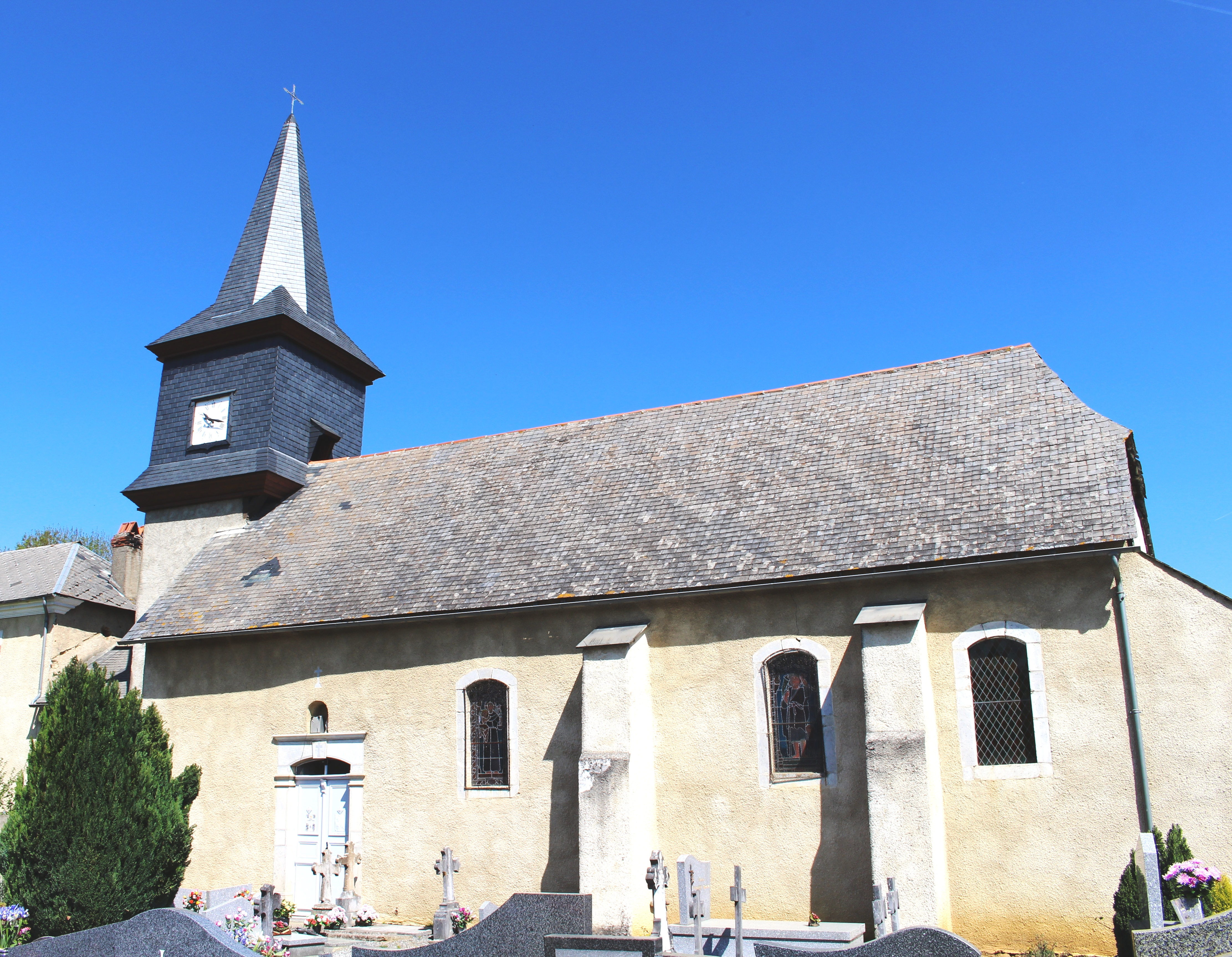
Oueilloux – Église Saint-Just-et-Saint-Pasteur

Oueilloux (okzitanisch Uelhons) ist eine südfranzösische Gemeinde mit 151 Einwohnern (Stand 1. Januar 2022) im Zentrum des Départements Hautes-Pyrénées in der Region Okzitanien.

## Lage und Klima
Die Gemeinde Oueilloux liegt im Pyrenäenvorland in einer Höhe von ungefähr 460 m. Die nächstgelegene Stadt Tarbes befindet sich nur 15 km nordwestlich. Das Klima ist gemäßigt bis warm; Regen (ca. 850 mm/Jahr) fällt hauptsächlich im Winterhalbjahr.

## Bevölkerungsentwicklung
| Jahr                     | 1800 | 1851 | 1901 | 1954 | 1999 | 2016 |
| ------------------------ | ---- | ---- | ---- | ---- | ---- | ---- |
| Einwohner                | 165  | 361  | 244  | 136  | 123  | 178  |
| Quelle:Cassini und INSEE |      |      |      |      |      |      |

Wegen der durch die Reblauskrise im Weinbau und die zunehmende Mechanisierung der Landwirtschaft ausgelösten Landflucht ging die Einwohnerzahl der Gemeinde seit Beginn des 20. Jahrhunderts kontinuierlich zurück.

## Wirtschaft
Die Gemeinde ist nahezu ausschließlich landwirtschaftlich orientiert.

## Geschichte
Der alte Ortsname Avelhes oder Velhos wird im 14. Jahrhundert erstmals erwähnt. Seit dem Mittelalter und bis zum Beginn der Französischen Revolution gehörte die Gemeinde zur historischen Provinz Bigorre.

## Sehenswürdigkeiten
Die vom örtlichen Friedhof umgebene und im ausgehenden 19. Jahrhundert an der Stelle eines mittelalterlichen Vorgängerbaus erbaute Église de Saint-Just-et-Saint-Pasteur ist den Märtyrergefährten Justus und Pastor geweiht.